# 長母指外転筋
長母指外転筋（ちょうぼしがいてんきん、英語: abductor pollicis longus muscle）は人間の上肢の筋肉で母指の外転、伸展、手関節の橈屈を行う。
尺骨外側面、橈骨外側面、前腕骨間膜から起こり、第1中手骨底外側で停止する。